# معهد ليستر للطب الوقائي

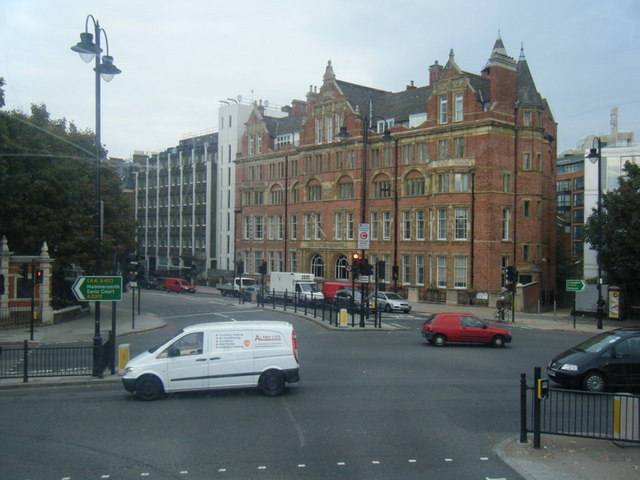
The former Lister Institute. Now the private Lister Hospital in Chelsea Bridge Road, London, by architect Alfred Waterhouse

أنشيء معهد ليستر للطب الوقائي، الذي يعرف بالاسم غير الرسمي «معهد ليستر»، عام 1891 كمعهد بحثي (المعهد البريطائي للطب الوقائي)، وكان عالم الجراثيم مارك أرماند رافر أول مدير له، وبمنحة بلغت قدرها 250,000 جنيه إسترليني مقدمة من إدوارد سيسيل غينيس من عائلة غينيس. للمعهد مقرّات في تشيلسي في لندن و سادبيري في سافلوك وإلستري في هيرتفوردشاير، في إنجلترا. كان المعهد أول مؤسسة خيرية للأبحاث الطبية في المملكة المتحدة. أعيد تسميته ليصبح معهد جينر، على اسم إدوارد جينر مكتشف لقاح الجدري عام 1898، ثم في عام 1903 سمّي بمعهد ليستر تكريماً للجراح والرائد الطبي جوزيف ليستر. عام 1905، أصبح المعهد كلية تابعة لجامعة لندن.

## وصلات خارجية
- معهد ليستر للطب الوقائي
- Charity Commission. معهد ليستر للطب الوقائي, registered charity no. 206271.